# Међународни дан борбе против насиља над старијима
Међународни дан борбе против насиља над старијима (енгл. World Elder Abuse Awareness Day) обележава се сваке године 15. јуна од 2006. године на иницијативу Међународне мреже за спречавање насиља над старијима.

## Историјат
Свака шеста особа старија од 60 година према подацима Светске здравствене организације је доживела неки вид злостављања, и због тога су Уједињене нације 15. јун прогласиле за Међународни дан борбе против насиља над старијима.Насиље над старијима широм света представља озбиљан јавно здравствени, али и друштвени проблем, како у развијеним тако и у неразвијеним друштвима. Жртве насиља могу бити особе оба пола, различитих година старости, образовања, културе, етничке припадности, економског статуса, различитог здравственог стања и религијског опредељења.
Међународни дан борбе против насиља над старијима први пут је у свету обележен 15. јуна 2006. године. Покретач обележавања овог дана била је Међународна мрежа за превенцију насиља над старијима. Уједињене Нације су на заседању Генералне Скупштине које је одржано 19. децембра 2011. године у Њујорку резолуцијом 66/127 званично препознале злостављање старијих као јавно-здравствени и социјални проблем који угрожава здравље старијих и крши њихова људска права.
Генерални секретар УН Бан Кимун је за покретање Међународног дана борбе против насиља над старијима рекао:
Позивам владе и све заинтересоване актере да осмисле и спроводе ефикасније стратегије превенције и јаче законе и политике за решавање свих аспеката злостављања старијих. Хајде да радимо заједно на оптимизовању услова живота за старије особе и омогућимо им да остваре што боље допринос нашем свету.
У Србији је први пут овај датум обележен 15. јуна 2007. године на иницијативу Црвеног крста Србије и мреже ХуманаС. Од тада се сваке године овај датум обележава уз уску сарадњу јавног и цивилног сектора.

## Врсте злостављања старијих
Облици злостављања старијих особа се могу пделити у следеће категорије:
- психолошко – увреде, оптужбе, принуде, игнорисање, посматрање с висине;
- физичко – ударање, штипање, батине, претње насиљем и смрћу;
- сексуално – силовање, силовање у покушају, непримерено додиривање и неадекватан ласциван речник;
- финансијско – искоришћавање зарад остварења финансијског добитка, на пример узимање новца без дозволе или онемогућавање приступа приходу или имовини;
- занемаривање – ускраћивање намирница или давање неадекватне хране, напуштање, ускраћивање хигијенских радњи или чисте одеће, излагање социјалној изолацији;
- структурно – системско злостављање у коме друштво одриче вредност старијим мушкарцима и женама.